# نهنگ (صورت فلکی)
نَهَنگ (برابر عربی: قَیطُس؛ به انگلیسی Cetus) از صورت‌های فلکی است. نام قیطس تلفظ عربی‌شده همان «کتوس» (Cetus) یونانی است.
کتوس در اساطیر یونانی هیولای دریایی بود که هم پرسئوس و هم هراکلس نیاز به کشتن آن داشتند. صورت فلکی نهنگ در منطقه‌ای از آسمان قرار دارد که شامل صور فلکی دیگری مرتبط با آب است: دلو، ماهی و جوی.
ستاره مهم این پیکر آسمانی شگفت‌اختر (میرا) نام دارد. شگفت‌اختر ستارهٔ سرخ‌رنگی است که درخشندگی متغیری دارد. شش ماه از سال در یک زمان ثابت با چشم برهنه دیده می‌شود، سپس از نظر ناپدید می‌شود.

## افسانه
در تمدن‌های اولیه بین‌النهرین، این ستارگان را تحت نام تیامات به معنای اژدهای کیهانی که به وسیلهٔ مردوک کشته شد. در اساطیر کلاسیک قیطس همان هیولای دریایی است که آندرومدا را تهدید کرد.

### دایرةالبروج

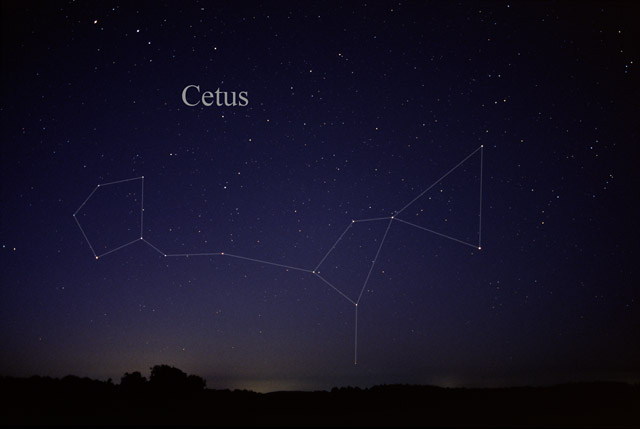
نهنگ با خطوط (یک "شکل چوب") از یک عرض جغرافیایی دورتر شمال (شمال انحراف آن)، بالای افق، در شرایط ایده‌آل برای رصد، حاشیه نویسی شده است.

نهنگ در میان ۱۲ صورت فلکی منطقةالبروج واقعی در مبدأ J2000 یا منطقه البروج ۱۲ قسمتی کلاسیک نیست. دایرةالبروج کمتر از ۰٫۲۵ درجه از یکی از گوشه‌های آن عبور می‌کند؛ بنابراین ماه و سیاره‌ها در ۵۰ درصد از مدارهای متوالی خود به‌طور خلاصه وارد نهنگ خواهند شد (مخفی کردن هر ستاره به عنوان یک شیء پیش‌زمینه) و قسمت جنوبی خورشید هر سال حدود یک روز در نهنگ ظاهر می‌شود. بسیاری از سیارک‌ها در کمربندها گام‌ای طولانی‌تری دارند که قسمت شمال غربی نهنگ را مخفی می‌کنند، آن‌هایی که انحراف مداری کمی بیشتر از ماه و سیارات نسبت به دایرةالبروج دارند.
همان‌طور که از مریخ دیده می‌شود، دایرةالبروج (صفحه ظاهری خورشید و همچنین صفحه متوسط سیارات که تقریباً یکسان است) به داخل آن می‌گذرد.

## ستاره‌ها

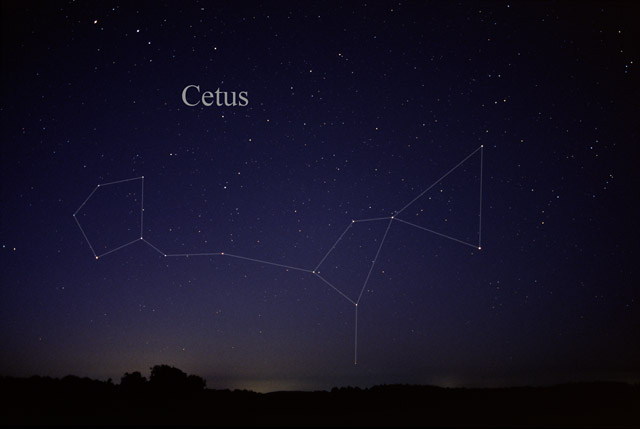
عکاسی از صورت فلکی نهنگ

در این صورت فلکی ستاره اویکرو به نام شگفت‌اختر (میرا یا اعجوبه) خوانده می‌شود که ستاره‌ای آغازین از نوع متغیر تپشی درازمدت است که در سال ۱۲۹۶ به عنوان اولین متغیر کشف گردید. این کشف باعث افزایش اعتبار انقلاب کوپرنیکی شد. طیف و قدر ستاره میرا در طول مدت ۳۳۰ روز از نوع M5 III و قدر ۳٫۴ (تا قدر دو هم رسیده است) به طیف M9 III و قدر ۹٫۳ می‌رسد و مجدداً به حالت اول بر می‌گردد. فاصله ما از میرا ۱۳۰ سال نوری است. تلسکوپ فضایی جیمز وب تصویری از دورترین ستاره شناخته شده جهان ثبت کرده است. ستاره‌ای که تنها چند ماه قبل کشف آن توسط دانشمندانی که با همتای پیشین جیمزوب یعنی تلسکوپ فضایی هابل کار می‌کنند، اعلام شده بود. این ستاره که ایرندل نام دارد و با نام “WHL0137-LS” نیز شناخته می‌شود در صورت فلکی نهنگ (Cetus) قرار دارد.
شگفت‌اختر اولین ستاره متغیر کشف شده و نمونه اولیه کلاس خود، متغیرهای میرا، بود. در طی یک دوره ۳۳۲ روزه، به حداکثر قدر ظاهری ۳ می‌رسد - که با چشم غیر مسلح قابل مشاهده است - و به حداقل قدر ۱۰ می‌رسد، که با چشم غیرمسلح قابل مشاهده نیست. ظهور و ناپدید شدن ظاهری آن باعث نامگذاری آن شد. شگفت‌اختر با حداقل اندازه ۴۰۰ قطر خورشیدی و حداکثر اندازه ۵۰۰ قطر خورشیدی ضربان دارد. ۴۲۰ سال نوری از زمین، توسط دیوید فابریسیوس در سال ۱۵۹۶ کشف شد.
منخر ("بینی") یا آلفا نهنگ، یک ستاره غول پیکر با رنگ قرمز با قدر ۲٫۵، ۲۲۰ سال نوری از زمین فاصله دارد. این یک ستاره دوتایی گسترده است. ثانویه آن «نهنگ ۹۳»، یک ستاره با رنگ آبی-سفید با قدر ۵٫۶، ۴۴۰ سال نوری دورتر است. ضفدع ثانی (بتا نهنگ، دُنب نهنگ) درخشان‌ترین ستاره در قیطس است. این یک ستاره غول‌پیکر با رنگ نارنجی با قدر ۲٫۰، ۹۶ سال نوری از زمین فاصله دارد. کف الجذماء ("گاما نهنگ") یک ستاره دوگانه بسیار نزدیک است. اولیه یک ستاره با رنگ زرد با قدر ۳٫۵، ۸۲ سال نوری از زمین فاصله دارد و ثانویه یک ستاره با رنگ آبی با قدر ۶٫۶ است. تاو نهنگ به خاطر اینکه یک ستاره خورشیدسان در فاصله ۱۱٫۹ سال نوری است، قابل توجه است. این یک ستاره رشته اصلی با رنگ زرد با قدر ۳٫۵ است.
«نهنگ اِی‌اِی» (AA Ceti) یک سامانهٔ ستاره سه‌گانه است. درخشان‌ترین عضو دارای قدر ۶٫۲ است. اولیه و ثانویه با ۸٫۴ ثانیه قوسی در زاویه ۳۰۴ درجه از هم جدا می‌شوند. سومی در تلسکوپ‌ها قابل مشاهده نیست. نهنگ ای‌ای یک ستاره متغیر گرفتی است. ستاره سوم از مقابل ستاره اولیه عبور می‌کند و باعث می‌شود که قدر ظاهری سیستم ۰٫۵ قدر کاهش یابد. «نهنگ یووی» یک ستاره متغیر دوتایی غیرمعمول است. ۸٫۷ سال نوری از زمین، این سیستم از دو کوتوله سرخ تشکیل شده است. هر دو با قدر ۱۳. یکی از ستاره‌ها یک ستاره شراره‌دار است، که مستعد طغیان‌های ناگهانی و تصادفی است که چندین دقیقه طول می‌کشد. این‌ها به‌طور قابل توجهی روشنایی ظاهری جفت را افزایش می‌دهند - به اندازه قدر ۷.

## اجرام اعماق آسمان

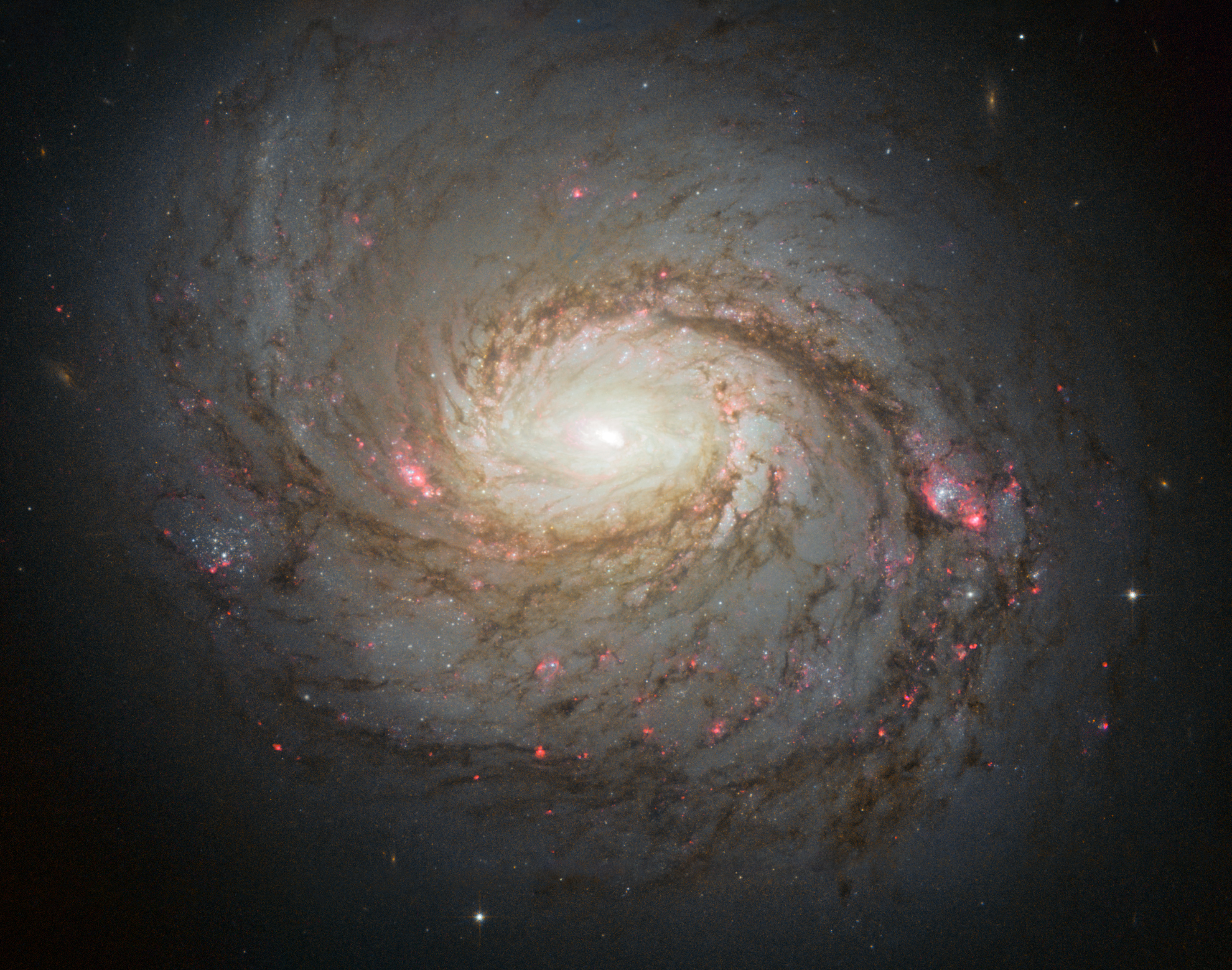
کهکشان مارپیچی مسیه ۷۷ - HST (تلسکوپ فضایی هابل).

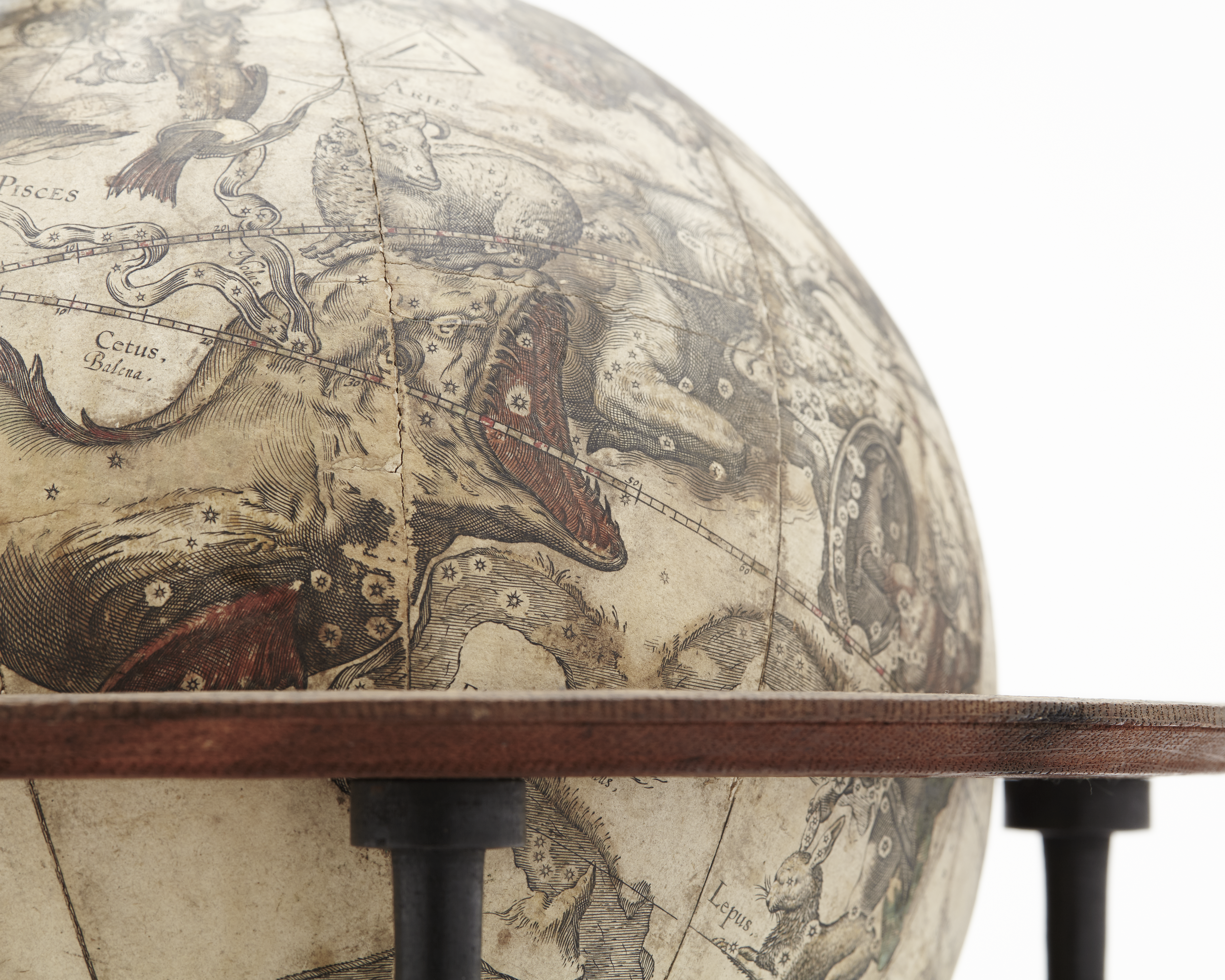
نهنگ اثر ویلم بلئو، ۱۶۰۲.

نهنگ به دور از صفحه کهکشان قرار دارد، به طوری که بسیاری از کهکشان‌های دور، بدون مانع از غبار راه شیری، قابل مشاهده هستند. از میان این‌ها، درخشان‌ترین آن‌ها مسیه ۷۷ (ان‌جی‌سی ۱۰۶۸)، یک کهکشان مارپیچی با قدر ۹ در نزدیکی دلتا نهنگ است. به نظر می‌رسد رو به رو است و یک هسته به وضوح قابل مشاهده با قدر ۱۰ دارد. حدود ۵۰ میلیون سال نوری از زمین، ام۷۷ همچنین یک کهکشان سیفرت است و بنابراین یک شی درخشان در طیف رادیویی است. به تازگی، خوشه کهکشانی عظیم JKCS 041 به عنوان دورترین خوشه کهکشانی کشف شده تاکنون تأیید شد.
کهکشان سی‌دی عظیم هولمبرگ ۱۵ای نیز در نهنگ یافت می‌شود؛ همان‌طور که کهکشان مارپیچی ان‌جی‌سی ۱۰۴۲ و کهکشان فوق پراکنده ان‌جی‌سی ۱۰۵۲-دی‌اف۲ یافت می‌شوند.
آی‌سی ۱۶۱۳ (فهرست اجرام کالدول ۵۱) یک کهکشان کوتوله نامنظم در نزدیکی ستاره ۲۶ نهنگ است و عضوی از گروه محلی است.
بی‌دی-۱۲° ۱۳۴ (کالدول ۵۶)، همچنین حلقه نهنگ نامیده می‌شود، یک سحابی سیاره‌نما با قدر ۸٫۰، ۱۶۰۰ سال نوری از زمین است. در میان برخی از اخترشناسان آماتور، NGC 246 لقب «سحابی پک-من» را به دلیل چیدمان ستارگان مرکزی و میدان ستاره‌ای اطراف آن به خود اختصاص داده است.
کهکشان ولف-لوندمارک-میلوت (WLM) یک کهکشان نامنظم میله‌ای است که در سال ۱۹۰۹ توسط ماکس ولف کشف شد و در لبه‌های بیرونی گروه محلی قرار دارد. کشف ماهیت کهکشان به کنوت لوندمارک و فیلیبر ژاک ملوت در سال ۱۹۲۶ نسبت داده شد.

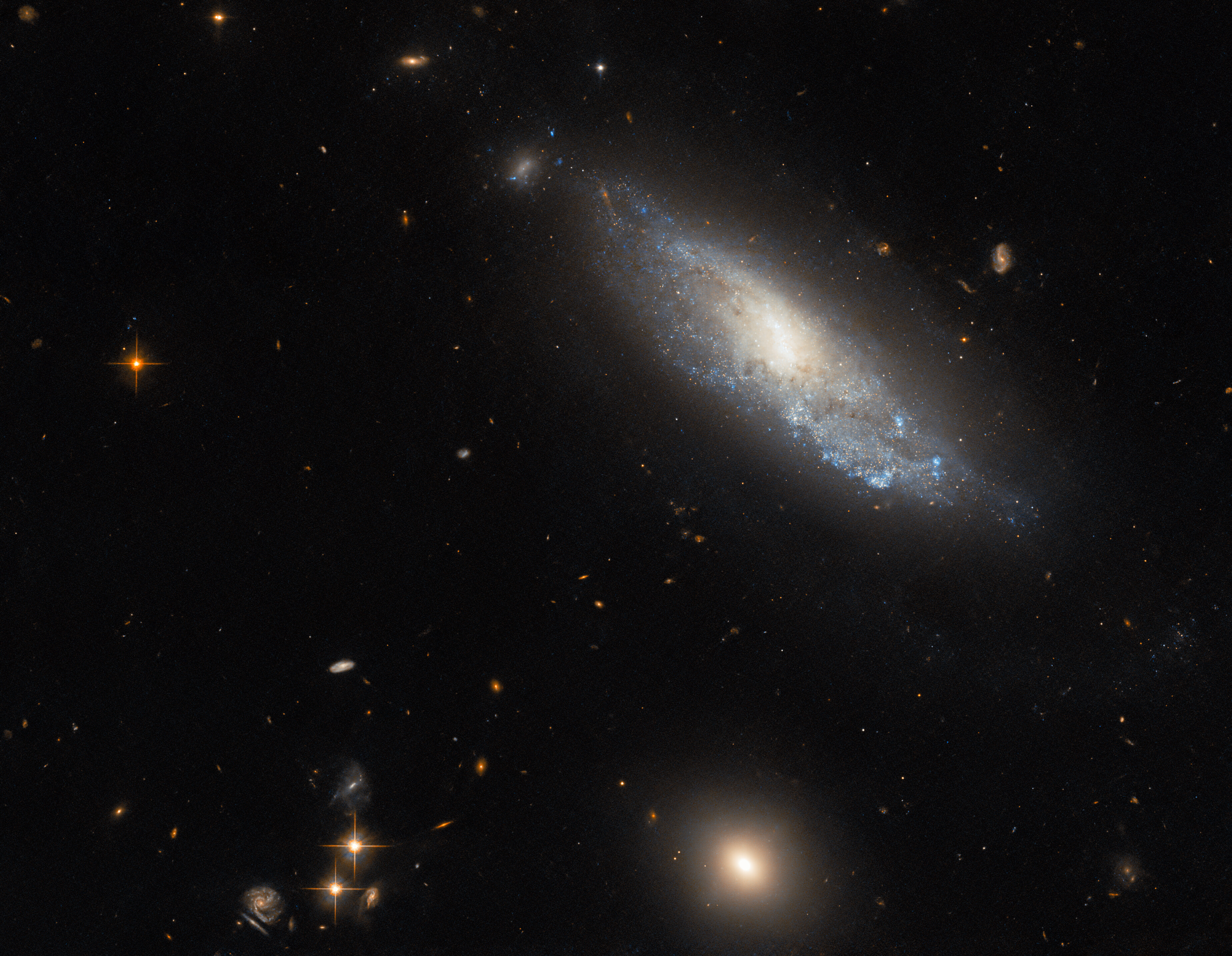
کهکشان مارپیچی NGC 298 در این تصویر از تلسکوپ فضایی هابل ناسا/اسا خودنمایی می‌کند. NGC 298 در فاصله حدود ۸۹ میلیون سال نوری در صورت فلکی قیطس قرار دارد و در این تصویر منزوی به نظر می‌رسد - تنها تعداد انگشت‌شماری از کهکشان‌های دور و ستارگان پیش‌زمینه کهکشان تنها را همراهی می‌کنند.

کهکشان مارپیچی UGC 1646 نیز بین مرزهای این صورت فلکی قرار دارد. حدود ۱۵۰ میلیون سال نوری از ما فاصله دارد. در نزدیکی ستاره TYC 43-234-1 قابل مشاهده است.

### تاریخ و اسطوره‌شناسی

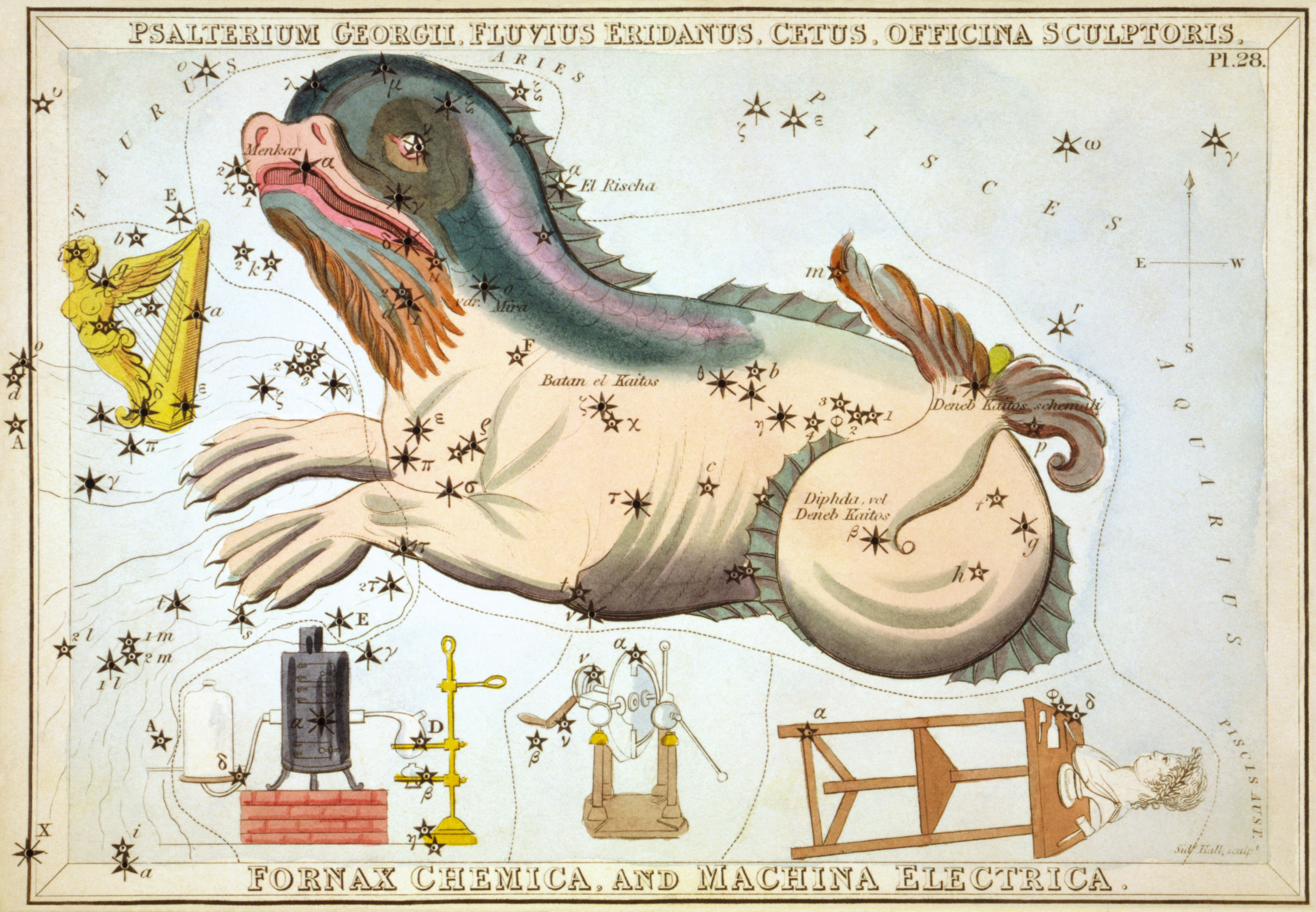
قیطس بر این کارت از آینه اورانیا (۱۸۲۵) تسلط دارد که گویی به سمت کره آسمانی نگاه می‌کند (شرق سمت چپ قاب است). از رسم مدرن استفاده می‌کند: نقشه‌های آسمانی در حالی که رو به جنوب است، به سمت آسمان نگه داشته شوند.

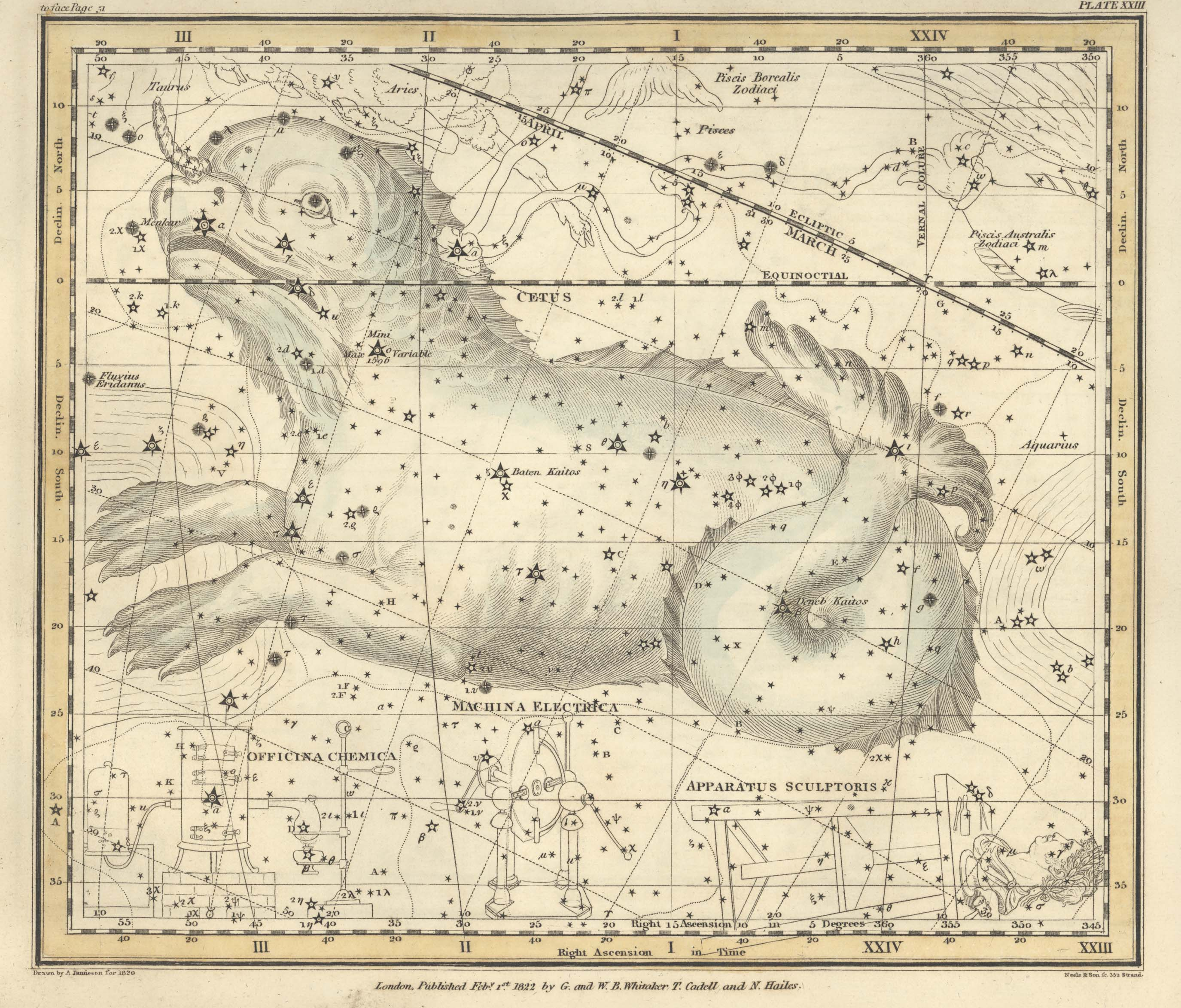
تصویری مشابه از اطلس آسمانی (A. Jamieson) (1822)

صورت فلکی نهنگ ممکن است در ابتدا با یک نهنگ مرتبط بوده باشد، که در میان فرهنگ‌های میان‌رودان دارای جایگاه اسطوره‌ای بود. اکنون اغلب نهنگ نامیده می‌شود، هرچند که بیشتر با کتوس مرتبط است، که توسط پرسئوس کشته شد، زیرا او شاهزاده خانم آندرومده را از خشم پوزئیدون نجات داد. در وسط «دریا» است که توسط اسطوره‌شناسان شناخته شده است، مجموعه‌ای از صورت‌های فلکی مرتبط با آب، دیگر اعضای آن جوی، ماهی، ماهی جنوبی و دلو هستند.
قیطس در طول تاریخ خود به طرق مختلف به تصویر کشیده شده است. در قرن هفدهم، پیکر آسمانی نهنگ توسط یوهان بایر به عنوان یک «ماهی اژدها» به تصویر کشیده شد. هم ویلم بلو و هم آندریاس سلاریوس قیطس را به عنوان یک موجود نهنگ‌مانند در همان قرن به تصویر کشیدند. با این حال، قیطس نیز به‌طور متفاوتی با سر حیوانات متصل به بدن ماهی به تصویر کشیده شده است.

### در اخترشناسی جهانی
در اخترشناسی چینی، ستارگان قیطس در دو منطقه یافت می‌شوند: لاک‌پشت سیاه شمال (北方玄武, Běi Fāng Xuán Wǔ) و ببر سفید غرب (西方白虎, Xī Fāng Bái Hǔ).
Tukano و Kobeua people از آمازون از ستارگان قیطس برای ایجاد یک جگوار استفاده کردند که نمایانگر خدای طوفان‌ها و سایر طوفان‌های شدید است. Lambda, Mu, Xi, Nu, Gamma، و Alpha Ceti سر آن را نشان می‌دهند. Omicron, Zeta، و Chi Ceti بدن او را نشان می‌دهند؛ Eta Eri, Tau Cet، و Upsilon Cet پاها و پاهای او را مشخص کردند؛ و Theta, Eta، و Beta Ceti دم آن را مشخص کردند.
در هاوایی، صورت فلکی Na Kuhi نامیده می‌شد و میرا (Omicron Ceti) ممکن است Kane نامیده شده باشد.

## همنام‌ها
یواس‌اس سیتوس (ای‌کی-۷۷) یک کشتی باری نیروی دریایی ایالات متحده آمریکا کلاس بود که به نام این صورت فلکی نامگذاری شد.

## صور فلکی همسایه
1. ثور
2. جوی
3. کوره
4. بزغاله
5. حوت
6. دلو